# Telent
Telent Limited (llamada telent) es una empresa británica de prestación de servicios e instalación de sistemas de infraestructura digital, de telecomunicaciones y de radio. El nombre se utilizó a partir del año 2006 para aquellas partes de las empresas de servicios en el Reino Unido y Alemania de Marconi Corporation (antes General Electric Company, GEC) que no habían sido adquiridas por Ericsson. Las empresas con Marconi en su nombre pueden rastrear sus orígenes finales, a través de fusiones y adquisiciones, hasta The Marconi Company Ltd, fundada por Guglielmo Marconi en 1897 como The Wireless Telegraph & Signal Company.

## Historia
El predecesor de la compañía se formó en septiembre de 1961 como GEC Telecommunications Limited, una división del conglomerado GEC. En 1988, la división se convirtió en parte de la empresa conjunta GEC Plessey Telecommunications, y luego de la ruptura de GPT durante la década de 1990, pasó a llamarse Marconi Communications Limited en 1998, cuando GEC decidió cambiar para usar la marca más conocida de Marconi, que había sido de su propiedad.
En enero de 2006, tras la adquisición por parte de Ericsson de la mayoría de los activos de Marconi, incluidos los derechos sobre el nombre de Marconi, el negocio de servicios restante en el Reino Unido y Alemania de Marconi Corporation, que no fue adquirido y que ya no tenía los derechos para usar el nombre de Marconi, pasó a llamarse Telent. En mayo de 2007, Telent anunció su traslado de Coventry al parque empresarial Opus 40 de Warwick.
En noviembre de 2007, Pension Corporation compró Telent, que había heredado el plan de pensiones de 2.500 millones de libras esterlinas de GEC con varias decenas de miles de miembros, por 400 millones de libras esterlinas; al mes siguiente, sus acciones se retiraron de la cotización y Telent se convirtió en una empresa privada.
En 2008, Telent realizó varias adquisiciones, incluido el grupo de sistemas de tráfico inteligente TSEU en marzo, el proveedor líder de infraestructura de comunicaciones, Alan Campbell Group, en julio y el proveedor de servicios de telecomunicaciones Premises Networks en septiembre..
En septiembre de 2019, el plan de pensiones, descrito por Telent como un "pasivo desproporcionadamente grande", fue comprado por Rothesay Life.
En septiembre de 2020, se anunció que Telent se adjudicó un contrato con Openreach para respaldar un proyecto de £ 12 mil millones para la construcción de banda ancha ultrarrápida más grande del Reino Unido, que llevaría la banda ancha 'Full Fiber' a miles de hogares y empresas.

## Operaciones
La empresa ofrece una gama de servicios de redes y comunicaciones a industrias que incluyen ferrocarriles, tráfico, seguridad pública, defensa, proveedores de servicios, empresas y sector público. Los productos incluyen sistemas de software empresarial, comunicaciones y logística de servicios de emergencia, sistemas integrados de logística de almacén y sistemas ferroviarios y de metro. Los clientes incluyen BAE Systems, BT, Highways England, HM Coastguard, Interoute, London Ambulance Service, Merseyside Fire & Rescue, Metropolitan Police, Network Rail, RNLI, Sky, Transport for London, Virgin Media y Vodafone.
La compañía tiene muchos sitios operativos en el Reino Unido e Irlanda, incluidos Chorley en Lancashire, Warwick, Camberley en Surrey, Harbour Exchange en Londres y Dublín. Un equipo de técnicos e ingenieros de telecomunicaciones proporciona soporte y desarrollo de nuevas funciones para la red TDM System X utilizada por BT, Virgin Media, Kingston Communications, Vodafone y Gibtelecom.

## Personas
Desde su formación en 2006, el CEO de Telent fue Mark Platón. Murió en un accidente de motocicleta en septiembre de 2019.. El director ejecutivo Frank McKay, ex director ejecutivo de Travis Perkins and Brakes Group, fue designado como su reemplazo temporal y fue sucedido en julio de 2020 por Jo Gretton, una ejecutiva de Telent desde 2006..